# Grenzallee (métro de Berlin)
Grenzallee est une station de la ligne 7 du métro de Berlin en Allemagne, située dans le quartier de Britz, de l'arrondissement de Neukölln.

## Situation
La station est établie sous l'embranchement de l'A100, de l'avenue Grenz et de la rue Karl-Marx, dans le quartier de Britz, entre Neukölln au nord, en direction de Rathaus Spandau, et Blaschkoallee au sud, en direction de Rudow.

## Histoire
Elle est construite selon les plans de l'architecte suédois Alfred Grenander et mise en service le 21 décembre 1930 comme terminus de la ligne CI. C'est un des derniers travaux de Grenander pour le métro berlinois, dans un style Nouvelle Objectivité qu'il avait eu le temps de perfectionner. Les murs sont recouverts de dalles vertes.
À la fin de la Seconde Guerre mondiale, entre 1944 et le 5 décembre 1945 où le trafic reprend, la station Grenzallee est louée à la BVG 40 000 Marks par mois (en monnaie actuelle corrigée avec l'inflation, environ 146 700 €) par l'entreprise d'armement Henschel-Flugwerke.
En 1966, la station est intégrée à la nouvelle ligne 7.

## Service des voyageurs

### Accueil
La station comprend deux bouches mais n'est pas accessible aux personnes à mobilité réduite. Les deux voies encadrent un quai central.

### Desserte
Grenzallee est desservie par les rames circulant sur la ligne 7 du métro.

### Intermodalité
La station de métro est en correspondance avec la ligne d'autobus no 171 de la BVG.

## Sites à proximité
- Berliner Luft- und Badeparadies